# 145732 Kanmon
145732 Kanmon è un asteroide della fascia principale. Scoperto nel 1995, presenta un'orbita caratterizzata da un semiasse maggiore pari a 2,5849623 UA e da un'eccentricità di 0,1449518, inclinata di 3,68800° rispetto all'eclittica.